# BFG9000
BFG9000 — вигадана футуристична зброя, що зустрічається у всіх відеоіграх серії Doom. В іграх Quake II і Quake III Arena є схожа зброя, яка називається BFG10k. BFG9000 являє собою важку ручну цільнометалеву зброю, що стріляє зеленуватими кулями-плазмоїдами. У всіх іграх серії BFG9000 є найпотужнішою особистою зброєю, створеною людьми. Постріл здійснює спустошливий ефект, завдаючи величезної шкоди всім противникам в зоні ураження. Більшість ігор класу шутерів від першої особи володіють чимось схожим, але лише одиниці настільки ж смертоносні і руйнівні.

## Етимологія назви
У «Біблії Doom» Тома Холла зброя називається BFG 2074, а абревіатура BFG розшифровується як англ. «Big Fucking Gun» («Достобіса велика гармата», в однойменному фільмі розшифровка на екрані монітора говорить «Bio Force Gun»). Інші розшифровки, зроблені до опублікування цього документа, такі: «Big Fragging Gun», «Big Funny Gun», «Big Fat Gun», «Blast Field Gun»; виходячи з принципів роботи цієї зброї, логічним вважається і «Blast Field Generator». У новій грі назва зброї не розшифровується, але одне із завдань останнього рівня гри, полягає у вбивстві певної кількості демонів з BFG, називається «Big [REDACTED] Gun». В книгах за мотивами гри назва розшифровується як «Big Freaking Gun»; в однойменному фільмі — «Bio Force Gun» (хоча є і оригінальний варіант). В керівництві користувача до гри Quake II назва розшифровується як «Big, uh, freakin' gun».

## Характеристики в іграх серії Doom
У бета-версіях першої гри серії BFG стріляло безліччю плазмових куль червоного і зеленого кольорів. Однак велика кількість рухомих об'єктів уповільнювала гру, і зброю було повністю перероблено.
У комерційній версії Doom BFG9000 використовує для стрільби енергетичні комірки (англ. energy cell), ті ж, що і плазмоган, витрачаючи по 40 одиниць за кожен постріл. Максимально можливий боєкомплект — 600 комірок . При пострілі зброя створює велику плазмову кулю, яка при попаданні завдає від 100 до 800 одиниць шкоди (шкода кратна 100). Вибухова хвиля при цьому не створюється, що дозволяє безпечно стріляти в упор. Після вибуху снаряда всередині сектора, кут якого становить 90°, бісектриса паралельна лінії польоту кулі, а вершиною є положення гравця в момент вибуху снаряда, генеруються 40 невидимих променів. Кожен промінь завдає шкоди від 49 до 87 одиниць і може автоматично наводитися по висоті (як і будь-які інші патрони). Такий механізм дозволяє знищувати монстрів, підриваючи основний снаряд об кут кімнати, після чого відразу ж входячи в неї. Принцип дії залишився незмінним в іграх The Ultimate Doom, Doom II: Hell on Earth, Final Doom, Doom 64 і Doom RPG.
В Doom 3 і Doom 3: Resurrection of Evil зброя зазнала значних змін. У BFG9000 з'явився свій тип боєприпасів, який зустрічається досить рідко. Однієї комірки плазми BFG вистачає на 4 постріли; максимальний боєкомплект — 8 комірок (9 в Doom 3: Resurrection of Evil). Кожна плазмова куля містить комп'ютерний чип, який під час польоту кулі наводить на ворогів промінь, що наносить додаткову шкоду (подібний принцип дії був у BFG10k в Quake II). Вибух самої кулі завдає величезної шкоди при прямому попаданні; ця шкода ще більше збільшується вибуховою хвилею у радіусі 15 метрів. Крім цього, утримуючи спусковий гачок, можна акумулювати заряд комірки, збільшуючи потужність пострілу. Використовуючи повний заряд комірки, можна одним пострілом вбити будь-якого монстра, крім босів. При цьому, якщо утримувати спусковий гачок занадто довго, зброя перегріється і вибухне, в результаті чого гравець загине. Також за наявності вибухової хвилі небезпечно використовувати BFG9000 в ближньому бою.
У новій грі основні зміни порівняно з Doom 3 не настільки значні. Максимальний боєкомплект скоротився до 3-х одиниць (причому його неможливо збільшити за допомогою Аргент-комірок), також зникла можливість акумулювати заряд. Однак сам снаряд після прямого попадання здатний на кілька секунд паралізувати супротивника (це стосується тільки босів, бо тільки вони здатні пережити пряме влучення). Зброя існує в грі в єдиному екземплярі.

## BFG10K
BFG10K (або BFG10000) — це найпотужніша вигадана зброя, використовувана в шутерах від першої особи Quake II і Quake III: Arena (хоча в цих іграх варіанти зброї розрізняються), а також у Doom-порті Skulltag і модифікації до Unreal Tournament 99 U4E Tournament. Свою назву BFG10K отримав на честь BFG9000, знаменитої зброї з ігор Doom і Doom II, які багато в чому стали провісниками всієї серії Quake.

### Варіант зброї в грі Quake II і Quake III: Arena
BFG10K в Quake II схожий за розмірами і функціями з BFG9000 в Doom: є ручної гарматою. При стрільбі зброї потрібно кілька секунд для перезарядження, а постріл являє собою великі, розпечені кулі зеленої плазми (майже такі ж, як і в Doom), які плавно «летять» у напрямку пострілу. При польоті плазмові кулі вражають ворогів зеленим лазером, а вибухаючи, завдають колосальної шкоди всьому, що знаходиться навколо епіцентру вибуху.
BFG10K в Quake III, хоча і має ту ж назву, являє собою зовсім іншу зброю: тут це скорострільна гармата, яка виробляє 5 пострілів швидко летючої плазми на секунду, кожен з яких завдає 100 одиниць шкоди при прямому попаданні (як «ракетниця» і «рейлган») і досить серйозні пошкодження при близькому розриві, — вона більше нагадує плазмаган з оригіналу.

### Варіант зброї вDOOM-порті Skulltag
BFG10K в Skulltag схожий на BFG10K в Quake III; це така ж скорострільна гармата, що стріляє вибухаючими плазмоїдами. Відмінність полягає, насамперед, у швидкості пересування снаряда: у Skulltag він миттєво досягає мети. По-друге, існує відмінність у патронах: тут для зарядки BFG10K (як і у випадку BFG9000 в Doom) застосовуються «енергокомірки» (cells), які дозволяють завдати більше руйнувань, ніж реактивні снаряди. У режимі одного гравця BFG10K використовує 5 «комірок» на постріл, а в режимі мультиплеєра (кількох гравців) — 20 «комірок». Керівництво користувача до порту каже, що так було зроблено для того, щоб не порушувати ігровий баланс.

### Варіант зброї в U4E Tournament
BFG10К в U4E Tournament являє собою дивного виду знаряддя, що складається з довгастого овального покритого шипами предмета неясного призначення і сполученим з ним півколом на рухомій основі з чотирма великими шипами на внутрішній стороні. Під час пострілу півколо починає обертатися, і випускає велику (близько метра в діаметрі) повільну зелену кулю, що випускає зелені промені, які вбивають будь-яку істоту на своєму шляху, і вибухає сліпучим зеленим спалахом через деякий час або після зіткнення з об'єктом

## Критичне сприйняття
Сайт UGO.com поставив BFG 9000 на перше місце списку кращої зброї у відеоіграх за всю історію, написавши, що «вона була неймовірно високотехнологічною, і можна сміливо стверджувати, що залишиться однією з найнебезпечніших видів зброї в історії». Сайт X-Play оцінив BFG як номер один у своєму списку кращої зброї, зазначивши, що «звичайно, вона не настільки химерна, як гравітаційна гармата», але «викликала справжнє захоплення». Сайт IGN також включив BFG в список з десяти найкращих видів зброї у відеоіграх, помістивши її туди під номером десять. Сайт Machinima.com назвав її номером один у списку кращої зброї у відеоіграх, написавши, що «чи потрібно пояснювати, чому воно стоїть першим у списку?».

## Відсилки
- У грі «Космічні Рейнджери 2: Домінатор» фігурує зброя «ІМХО 9000», що також вражає декількох супротивників одночасно. Такого роду відсилання, очевидно, слід відносити до гумористично-пародійних моментів, якими рясніє гра.
- У грі Quake 4 аналогом цієї зброї є генератор темної матерії — зброя величезної сили, яка стріляє чорними мікродірками.
- У грі Heroes of the Storm одна з героїчних здібностей героя Сержант Кувалда, називається Blunt Force Gun абревіатура якої — BFG .
- У грі Doodle Devil на мобільних пристроях також можна відкрити цю зброю при з'єднання Інферно+Зброя.
- Одним із варіантів розшифровки назви ракети-носія BFR компанії SpaceX є «Big Fucking Rocket». Ілон Маск зізнається, що його надихнула BFG.[5]
- У грі Rage також є відсилання до BFG.